# Programa de Dez Pontos para a Reunificação do País
O Programa de Dez Pontos para a Reunificação do País (em coreano:  조국통일을위한전민족대단결10대강령) é um plano escrito por Kim Il Sung em 1993, para reunificar a Coreia do Norte e a Coreia do Sul, sendo o programa a política oficial declarada da Coreia do Norte até 2024.
O programa considera a ideia da reunificação com a Coreia do Sul sob uma Federação, deixando os sistemas de ambas as coreias intactos e co-existentes semelhantes a politica chinesa de Um país, Dois sistemas.

Até ao início da década de 2020, a política externa norte-coreana seguia este programa, que criou melhores relações com a Coreia do Sul, começando com a Política do Sol de Kim Dae-jung e na Declaração Conjunta Norte-Sul de 15 de Junho. O Programa foi encerrado em 2024 quando o líder Kim Jong Un, neto de Kim Il Sung, adotou novas politicas em relação a Coréia do Sul.